# Episodi di Doraemon (serie animata 2005) (ventesima stagione)
Questa è la lista degli episodi della ventesima stagione dell'anime 2005 di Doraemon.
In Giappone è trasmessa su TV Asahi, dal 6 gennaio al 31 dicembre 2024.

## Episodi
| Nº  | Giapponese 「Kanji」 - Rōmaji | In onda           | In onda |
| Nº  | Giapponese 「Kanji」 - Rōmaji | Giapponese        |         |
| 708 | 「見たままスコープ」 - Mita mama sukōpu「ペットペン」 - Petto pen | 6 gennaio 2024    |         |
| 709 | 「フエール銀行」 - Fuēru ginkō「透視シールで大ピンチ」 - Tōshi shīru de dai pinchi                                                                                           | 13 gennaio 2024   |         |
| 710 | 「なんでもひきうけ会社」 - Nan demo hikiuke kaisha | 20 gennaio 2024   |         |
| 711 | 「オバケタイマー」 - Obaketaimā「みせかけ落がきペン」 - Misekake Ochi ga ki pen                                                                                              | 27 gennaio 2024   |         |
| 712 | 「いれかえ表札」 - Irekaehyōsatsu | 3 febbraio 2024   |         |
| 713 | 「お宝（たから）になる宝箱」 - Otakara (takara) ni naru | 10 febbraio 2024  |         |
| 714 | 「好きでたまらニャい」 - Sukide tamara nya i | 17 febbraio 2024  |         |
| 715 | 「勝ったらばガニ」 - Kattaraba gani | 24 febbraio 2024  |         |
| 716 | 「うら山の無敵（てき）城」 - Ura yama no muteki (teki) shiro「身がわり紙人形」 - Migawarikaminingyō                                                                          | 2 marzo 2024      |         |
| 717 | 「へたうまスプレー」 - Heta uma supurē「交通ひょうしきステッカー」 - Kōtsū hyōshiki sutekkā                                                                                  | 9 marzo 2024      |         |
| 718 | 「大あばれ、手作り巨大（きょだい）ロボ」 - Dai abare, tedzukuri kyodai (ki ~yodai) robo「しずかの焼きイモ交響曲（シンフォニー）」 - Shizuka no yakiimo kōkyōkyoku (shinfonī) | 16 marzo 2024     |         |
| 719 | 「人間あやつり機」 - Ningen'ayatsuriki「けしきカッター」 - Keshiki kattā | 23 marzo 2024     |         |
| 720 | 「空へ！川へ！花クラフト」 - Sora e! Kawa e! Hana kurafuto「ハッピープロムナード」 - Happīpuromunādo                                                                         | 30 marzo 2024     |         |
| 721 | 「カンゲキドリンク」 - Kangekidorinku | 6 aprile 2024     |         |
| 722 | 「ピンチの時はレンタルで！」 - Pinchi no toki wa rentaru de! | 13 aprile 2024    |         |
| 723 | 「たけのこ型（がた）テントの里」 - Take no ko-gata (gata) tento no sato | 20 aprile 2024    |         |
| 724 | 「かがみの中ののび太」 - Kagami no naka no Nobita | 27 aprile 2024    |         |
| 725 | 「時間よ動け〜っ!!」 - Jikan yo ugoke〜tsu!! | 4 maggio 2024     |         |
| 726 | 「母の日マイカー大作戦」 - Haha no hi maikā dai sakusen | 11 maggio 2024    |         |
| 727 | 「人間機関車」 - Ningenkikansha | 18 maggio 2024    |         |
| 728 | 「宝（たから）くじ大当たり」 - Takara (takara) kuji ōatari | 25 maggio 2024    |         |
| 729 | 「ヨット大冒険（ぼうけん）」 - Yotto dai bōken (bō ken) | 1⁰ giugno 2024    |         |
| 730 | 「かがみでコマーシャル」 - Kagami de komāsharu | 8 giugno 2024     |         |
| 731 | 「ふたりっきりで月旅行」 - Futari-kkiri de tsuki ryokō | 15 giugno 2024    |         |
| 732 | 「謎（なぞ）解（と）き！ハラハラハウス」 - Nazo (nazo) kai (to)ki! Haraharahausu                                                                                             | 22 giugno 2024    |         |
| 733 | 「カメラで席がえ大作戦！」 - Kamera de seki ga e dai sakusen! | 29 giugno 2024    |         |
| 734 | 「ロボット背後霊（はいごれい）！」 - Robotto haigorei (hai go Rei) | 6 luglio 2024     |         |
| 735 | 「トビレットペーパー」 - Tobirettopēpā「のび太の０点脱出（だっしゅつ）作戦」 - Nobita no 0-ten dasshutsu (dasshutsu) sakusen                                                 | 13 luglio 2024    |         |
| 736 | 「海外リョコッキでパリへ行こう！」 - Kaigai ryokokki de Pari e Kō kō! | 20 luglio 2024    |         |
| 737 | 「文房具（ぶんぼうぐ）ブレイキン」 - Bunbōgu (bun bō gu) bureikin | 27 luglio 2024    |         |
| 738 | 「あやとり世界」 - Ayatori sekai「強力ハイポンプガス」 - Kyōryoku hai ponpu gasu                                                                                             | 3 agosto 2024     |         |
| 739 | 「トトライド」 - Totoraido | 10 agosto 2024    |         |
| 740 | 「じゃま者をねむらせろ！」 - Jama-sha o nemurase ro! | 17 agosto 2024    |         |
| 741 | 「カッパのおさら」 - Kappa no o sara | 24 agosto 2024    |         |
| 742 | 「十戒（じっかい）石板」 - Jikkai (jikkai) sekiban | 31 agosto 2024    |         |
| 743 | 「はじまりの話」 - Hajimari no hanashi | 7 settembre 2024  |         |
| 744 | 「ニャントカニャール」 - Nyantokanyāru | 7 settembre 2024  |         |
| 745 | 「ジャイアン乗っとり」 - Jaian nottori | 21 settembre 2024 |         |
| 746 | 「のび太のクラゲ水族館」 - Nobita no kurage suizokukan「実用ミニカーセット」 - Jitsuyō minikāsetto                                                                           | 28 settembre 2024 |         |
| 747 | 「Dr．（ドクター）ジャイアン」 - Dr. (Dokutā) jaian | 5 ottobre 2024    |         |
| 748 | 「飛べ！しずかちゃんのロケット」 - Tobe! Shizukachan no roketto | 12 ottobre 2024   |         |
| 749 | 「骨（ほね）川スネ夫テレビ」 - Hone (ho ne) kawa suneotto terebi「ショージキデンパ」 - Shōjikidenpa                                                                          | 19 ottobre 2024   |         |
| 750 | 「ゲームクリエーターのび太」 - Gēmukuriētā Nobita | 26 ottobre 2024   |         |
| 751 | 「２２世紀（せいき）の手作りおもちゃ」 - 22 Seiki (seiki) no tedzukuri omocha「にっくきあいつ」 - Ni kkuki aitsu                                                             | 2 novembre 2024   |         |
| 752 | 「自動人形げき」 - Jidō ningyō geki | 9 novembre 2024   |         |
| 753 | 「タヌキさいふ」 - Tanuki-sa ifu | 16 novembre 2024  |         |
| 754 | 「シャシンシャベール」 - Shashinshabēru | 23 novembre 2024  |         |
| 755 | 「宝さがしごっこセット」 - Takara sagashigokkosetto「だせば当たる!!けん賞用ハガキ」 - Daseba ataru!! Ken shōyō hagaki                                                        | 30 novembre 2024  |         |
| 756 | 「ウルトラいつどこゲーム」 - Urutora itsu doko gēmu | 7 dicembre 2024   |         |
| 757 | 「ねじ式台風」 - Nejishikitaifū「ノロいのオルゴール」 - Noroi no orugōru | 14 dicembre 2024  |         |
| 758 | 「クリスマスパーティーは突然に」 - Kurisumasupati wa totsuzen ni「メロディーガス」 - Merodīgasu                                                                              | 21 dicembre 2024  |         |

## Speciali
| Nº  | Giapponese 「Kanji」 - Rōmaji                                                                               | In onda          | In onda |
| Nº  | Giapponese 「Kanji」 - Rōmaji                                                                               | Giapponese       |         |
| S84 | 「はじまりの話」 - Hajimari no hanashi「のび太とギリシャのケーキ伝説」 - Nobita to Girisha no kēki densetsu | 7 settembre 2024 |         |
| S85 | 「年越しはスペインで」 - Toshikoshi wa Supein de                                                            | 31 dicembre 2024 |         |